# 단양 구낭굴 유적
단양 구낭굴 유적(丹陽 구낭굴 遺蹟)은 충청북도 단양군 가곡면 여천리에 있는 구석기시대의 동굴유적이다. 1994년 12월 30일 충청북도의 기념물 제103호로 지정되었다.

## 개요
구낭굴유적은 구석기시대의 동굴유적으로 우리나라에서는 매우 드물게 동굴의 외형과 내부가 거의 완전하게 보존되어 있는 유적이다.
1986년부터 3차례에 걸쳐 이루어진 발굴조사에 의해 전체 8개층으로 구성된 구석기시대의 유적임이 확인되었다. 특히 제3층에서는 많은 유물과 짐승화석이 집중적으로 발견되어 이곳이 주된 문화층이었음을 알 수 있다.
동굴의 입구는 남동 방향으로 되어있고 규모는 입구 너비 5.5m, 전체 길이 140m로 규모가 큰 편이다. 이곳에서는 남자어른의 발목뼈, 발등뼈, 발가락뼈가 발견되었고 짧은 꼬리 원숭이, 꽃사슴, 곰, 호랑이 등의 짐승화석과 긁개, 밀개 등의 석기가 발견되었다.
이곳에서 발견된 짐승뼈에서는 인위적으로 찌른자국, 자른자국이 확인되고 있어, 당시 사람들이 동물을 죽이거나 자르는 방법을 살펴볼 수 있다.

## 참고 자료
- 단양 구낭굴 유적 - 국가유산청 국가유산포털